# Jacob van der Borch
Jacob van der Borch (overleden in 1477) was een architect en beeldhouwer in steen te Utrecht. Hij ondernam de bouw van het dwarsschip van de Dom te Utrecht, waar hij het grootste gedeelte van zijn leven aan werkte. Hij nam de rol van bouwmeester op zich vanaf 1444 en gaf daarmee een versnelling aan de bouw van dit destijds grootste bouwwerk in Utrecht. Evenals zijn voorgangers kwam Jacob van der Borch voort uit het steenhouwersvak en omvatte zijn activiteiten naast de bouw ook de ontwerpen van de decoratieve elementen. Vlak voor zijn overlijden in 1477 werd dit werk overgenomen door Cornelis de Wael. 
Ook is van Jacob van der Borch bekend, dat hij in 1455 de zuilen leverde voor de Nieuwe kerk te Delft, toen bekend als de Sint-Ursulakerk.